# Guillaume Mauviel
Guillaume Mauviel (ur. 29 października 1757 w Fervaches, zm. 9 marca 1814 w Cézy) – francuski duchowny, biskup konstytucyjny Saint-Dominique (Les Cayes) w latach 1800–1805.
Przyjaciel biskupa i reformatora religijnego Henri-Baptiste Gregoire’a. Został prezbiterem w okresie rewolucji francuskiej. Święcenia kapłańskie otrzymał w Kościele katolickim w 1790 roku. Po reformie ustroju kościelnego we Francji złożył przysięgę na Konstytucję Cywilną Kleru. W 1797 roku został wybrany przez zgromadzenie narodowe biskupem dla kolonii zamorskich na Karaibach. W 1800 roku został konsekrowany przez arcybiskupa Paryża, Jean-Baptiste’a Royera. W tym samym roku z grupą kilkunastu księży konstytucyjnych wyruszył w podróż do Ameryki.
Jako duchowny Kościoła konstytucyjnego od 1801 roku prowadził działalność duszpasterską i dydaktyczną na terenie wyspy Hispaniola. Generał Toussaint L’Ouverture utrudniał mu jednak prowadzenie misji. Wielu księży, zwłaszcza z północy francuskiej kolonii Saint-Dominique, traktowało go otwarcie jako schizmatyka i odmówiło podporządkowania się jego jurysdykcji. Do 1802 roku biskup przebywał więc głównie w hiszpańskiej części kolonii (Santo Domingo) skąd zarządzał w miarę możliwości przydzieloną mu diecezją.
Po zawarciu przez konsula Napoleona Bonaparte konkordatu ze Stolicą Apostolską złożył zgodnie z otrzymanymi instrukcjami dymisję. Dzięki poparciu generała Charles’a Leclerca pozostał jednak na wyspie Haiti. W latach 1802–1804 pełnił prowizorycznie obowiązki administratora Kościoła katolickiego we francuskiej kolonii Saint-Domingue. Miał nadzieję na papieską nominację na biskupa ordynariusza i kanoniczne objęcie katolickiej diecezji na wyspie. Do 1804 roku jednak decyzji Kurii Rzymskiej w swojej sprawie się nie doczekał.
Po zakończeniu rewolucji haitańskiej i ogłoszeniu przez Haiti niepodległości powrócił do Francji. W 1810 roku bez zgody papieża konsekrował dwóch biskupów dla Ordo Supremus Militaris Templi Jerusalem.